# Ozarba phaea
Ozarba phaea là một loài bướm đêm trong họ Noctuidae.